# Jindřich Šimon Baar

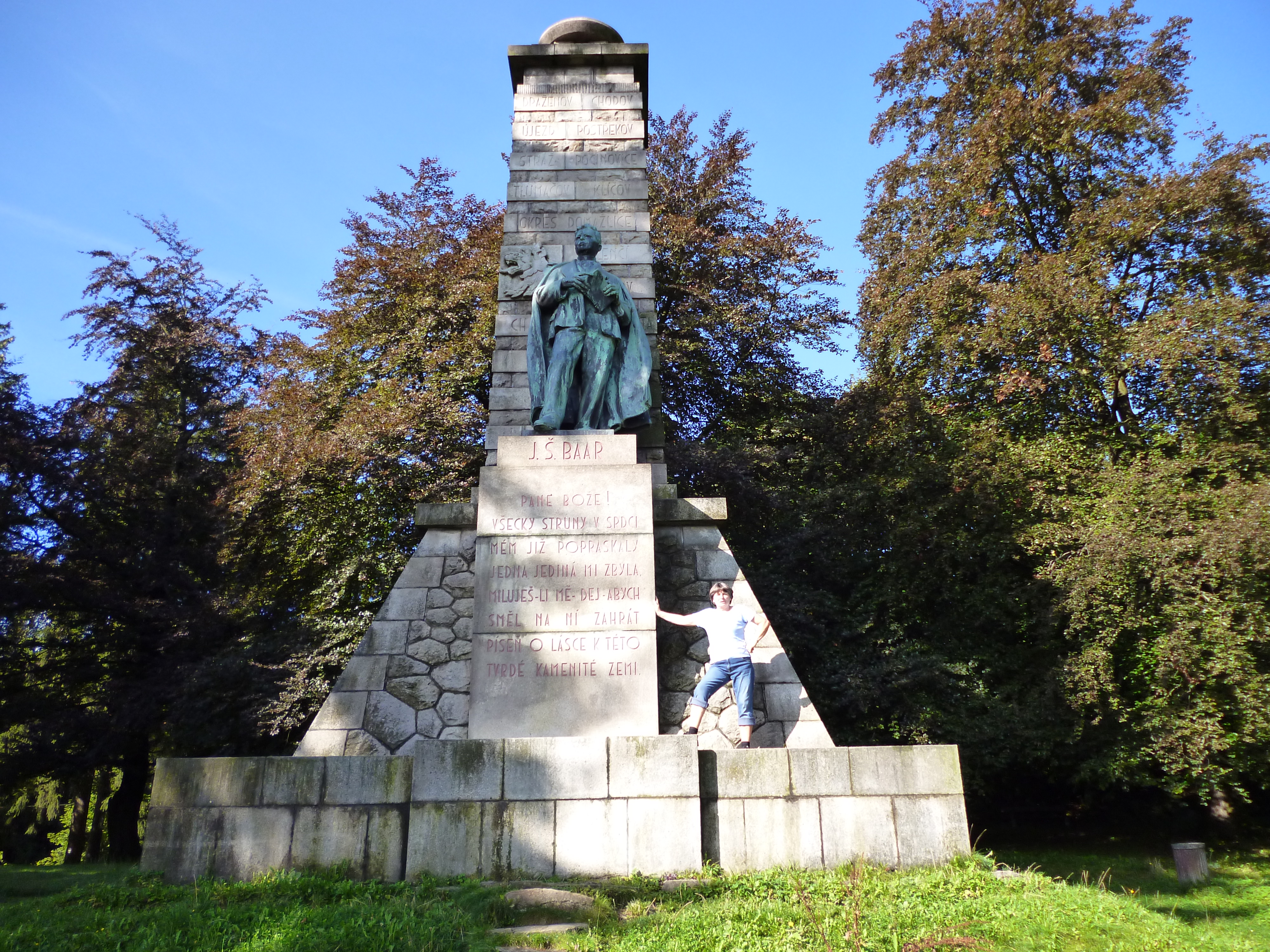
Pomník na Výhledech

Jindřich Šimon Baar (7. února 1869 Klenčí pod Čerchovem – 24. října 1925 Klenčí pod Čerchovem) byl český katolický kněz, básník a spisovatel, představitel realismu, tzv. venkovské prózy a Katolické moderny. Byl bratrancem a přítelem Josefa Fišera.

## Životopis

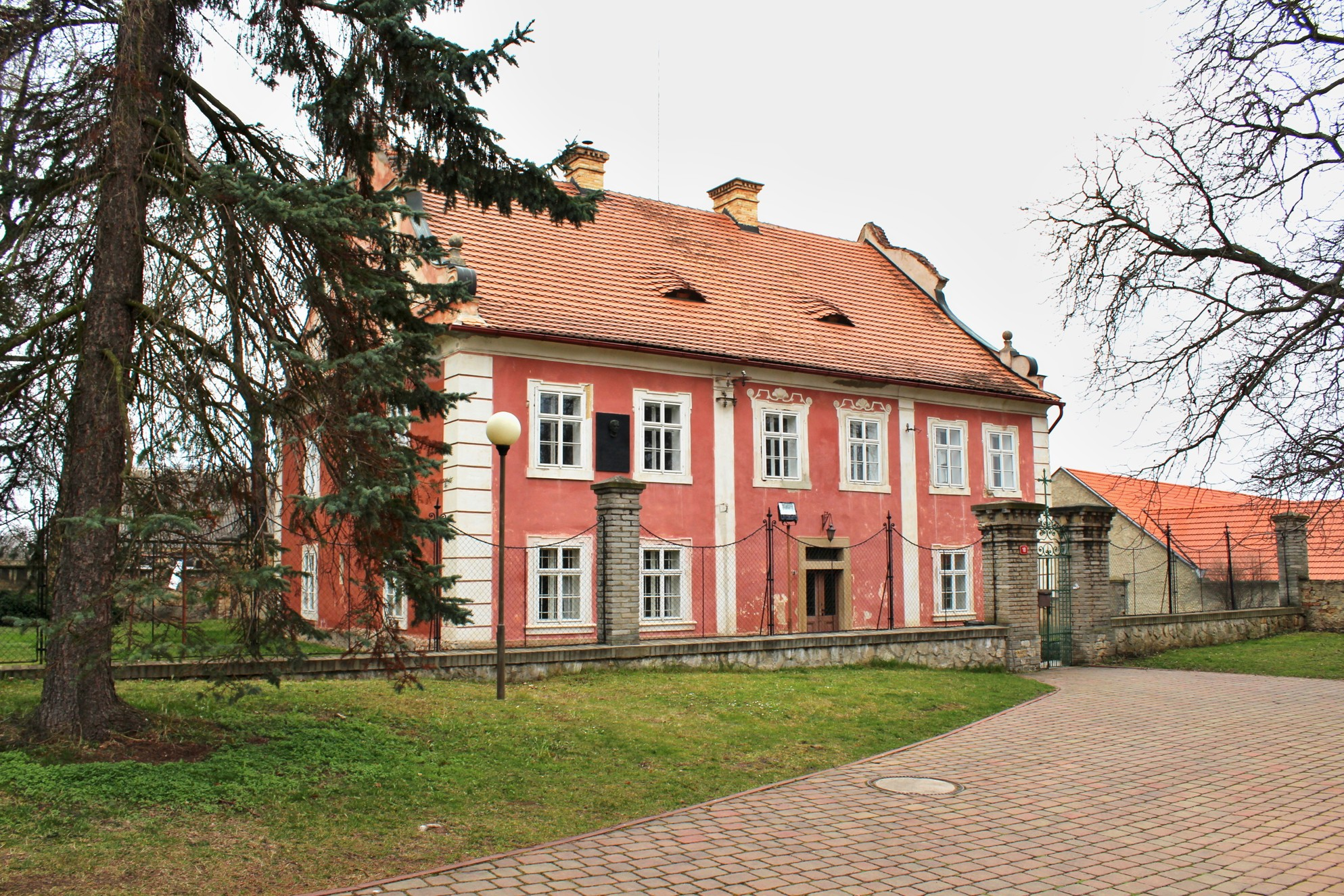
Fara v Ořechu, kde jako duchovní působil J. Š. Baar

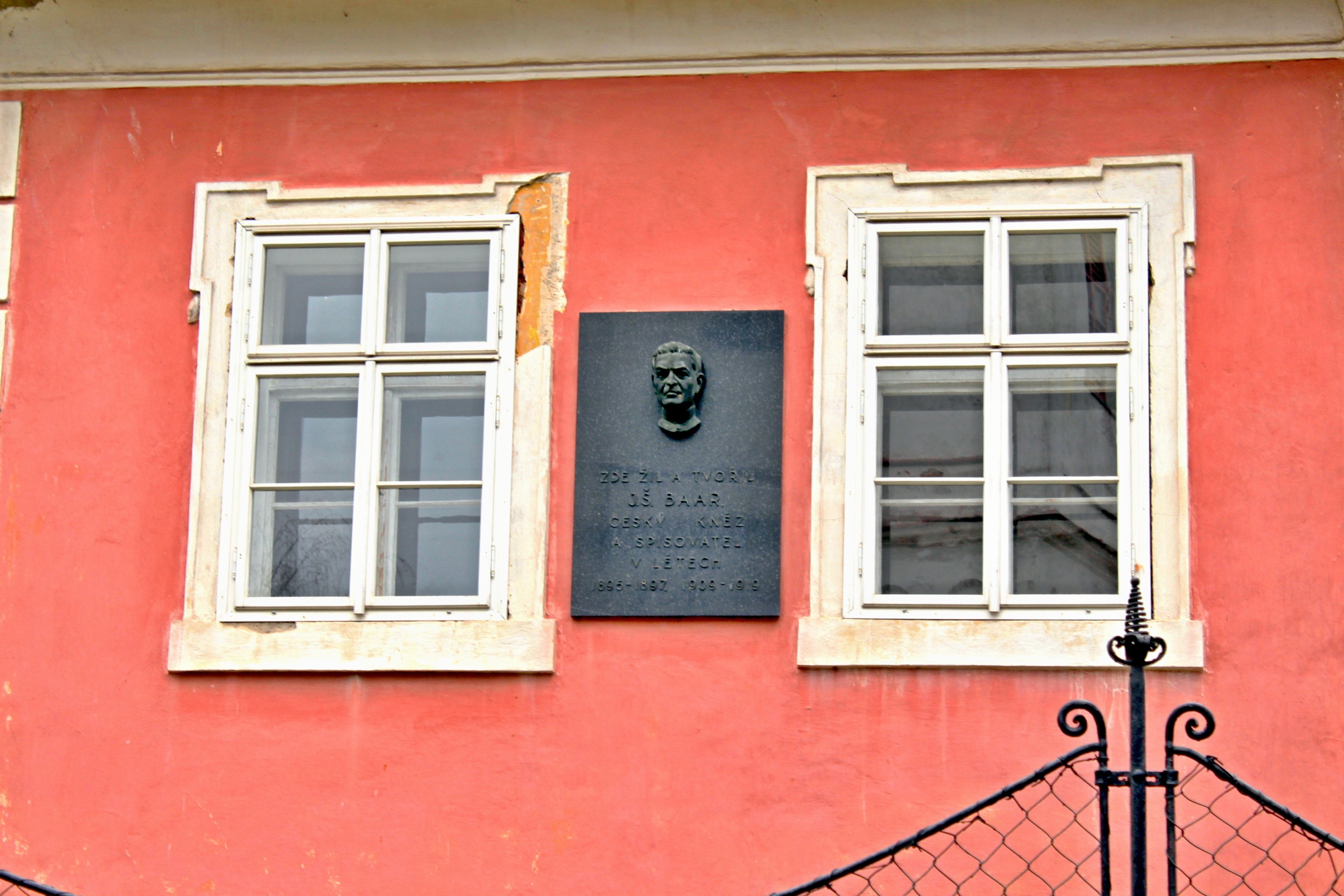
Pamětní deska J. Š. Baara na ořešské faře

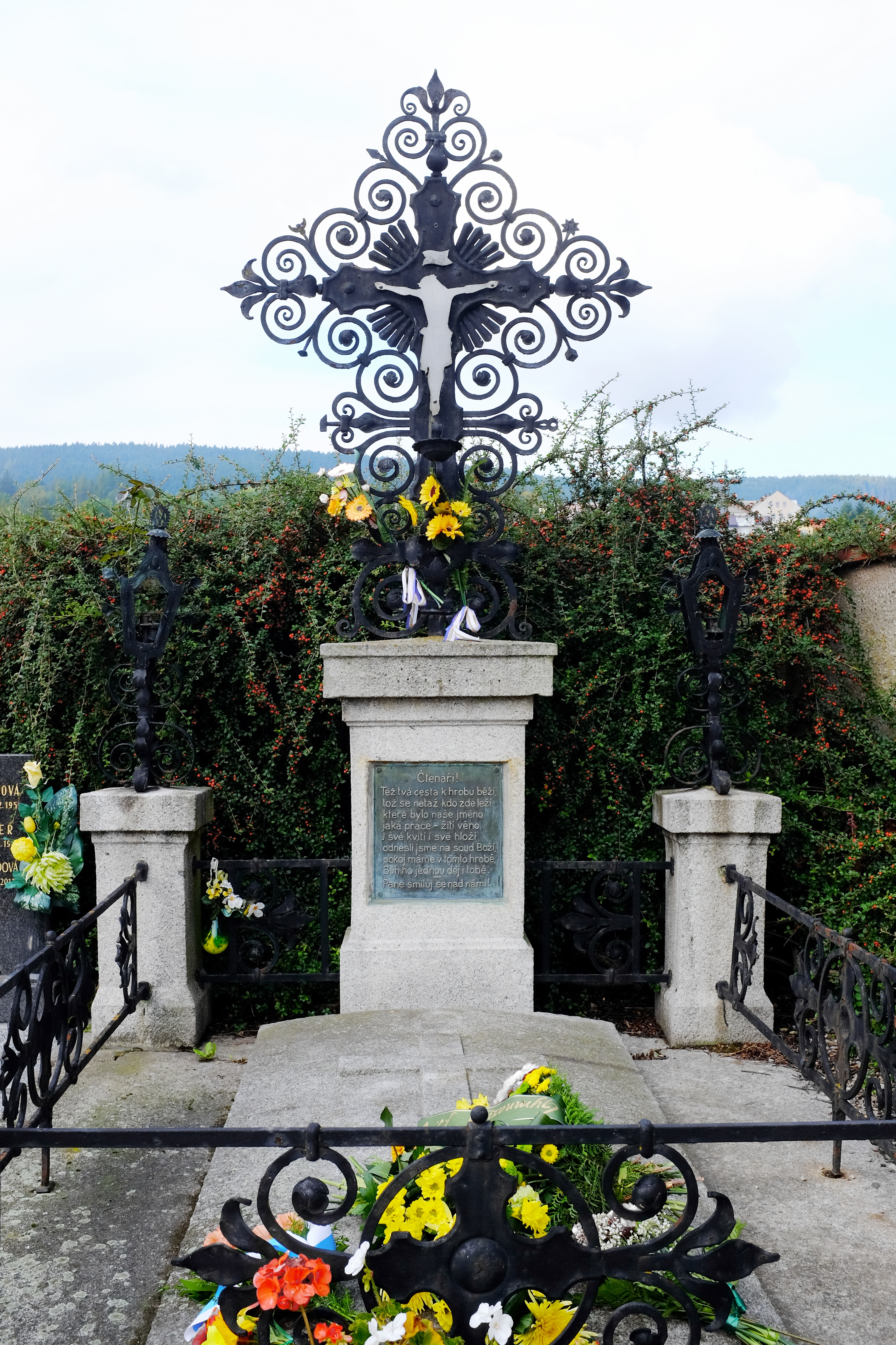
Hrob Jindřicha Šimona Baara

Jindřich Šimon se narodil v rodině Georga Baara (1829) a Anny Baarové-Schöppelové (1838). Měl sestru Barbaru Bláhovou (1865–1885).
Studoval gymnázium v Domažlicích (1880–1888), poté teologii v Praze. Roku 1892 byl vysvěcen na kněze. Pak působil na několika místech jako duchovní a v této funkci se zapojoval do snah o církevní reformu. Nejprve jako kaplan v Přimdě, Spáleném Poříčí, Stochově a Úněticích, poté v letech 1895–1897 a 1909–1919 farář v Ořechu a 1899–1909 v Klobukách. V letech 1918–1921 byl předsedou Jednoty katolického duchovenstva československého. Roku 1919 odešel do důchodu a žil ve své rodné obci. Jeho příjmení si zvolila jako umělecké jméno česká herečka Lída Baarová, vlastním jménem Ludmila Babková .
Pohřben je na hřbitově zvaném Na Soutkách v rodném Klenčí pod Čerchovem. Jindřich Šimon Baar si nepřál, aby na náhrobku bylo uvedeno jeho jméno a proto je na něm pouze verš:
Čtenáři! 

Též tvá cesta k hrobu běží,

tož se netaž, kdo zde leží,

které bylo naše jméno,

jaká práce – žití, věno.

I své kvítí i své hloží

odnesli jsme na soud Boží,

pokoj máme v tomto hrobě,

Bůh ho jednou dej i Tobě.

Pane, smiluj se nad námi!
Po jeho smrti v Klenčí bylo zřízeno Muzeum Jindřicha Šimona Baara. Nedaleko Klenčí, v malé vsi Výhledy, mu byl zřízen památník se sochou v nadživotní velikosti. Na jeho zbudování se podílely okolní obce a některé další spolky, každý z nich je na památníku zmíněn. Nachází se zde i citát J. Š. Baara:
Pane Bože!

Všecky struny v srdci

mém již popraskaly.

Jedna jediná mi zbyla.

Miluješ-li mě – dej – abych

směl na ni zahrát

píseň o lásce k této

tvrdé kamenité zemi.

J. Š. Baar
Pamětní deska se také nachází na fasádě fary v Ořechu u Prahy, kde Baar dlouhá léta působil jako kněz.

### Památka
- rodný Baarův dům v Klenčí pod Čerchovem s pamětní deskou, muzeum,
- jeho jméno nesou Gymnázium J. Š. Baara v Domažlicích (od roku 1939)[6] a Základní škola a Mateřská škola J. Š. Baara v Českých Budějovicích,[7]
- pamětní deska na ořešské faře,
- je zmíněný na pamětní desce na kostele svatých Petra a Pavla v pražských Řeporyjích,
- ulice Baarova v Ostravě, Plzni, Chocni, Karviné, Kašperských Horách, Liberci, Mimoni, Olomouci, Praze, Říčanech, Děčíně, Teplicích, Českých Budějovicích a na Ohradě.

## Dílo
Jeho snahou bylo zobrazit běžný život na vesnici (především chodské). Před psaním napřed poctivě bádal v archivech a jeho díla jsou realistická. Svému rodákovi Janu Vrbovi vyčítal, že si ve svých historických románech hodně vymýšlel a nedržel se faktů.

### Verše[8]
- Rodnému kraji (1903)
- Bolestné a radostné vánoce (1917)

### Próza[8][9]
- Farské historky (1900–1905): 1. Farská panička — 2. Cestou křížovou[10] – román, zfilmováno s názvem Román českého kněze — 3. Stavěl — 4. Žebračka — 5. Kohouti — 6. Kanovník – románek z kněžského života o knězi vykonávajícím slavnostní liturgické funkce v určitém kostele[11] — 7. Páter Kodýtek
- Pověsti ha pohádky z Chodska Praha: Nostalgie, 2011 (reedice vydání z roku 1930) Dostupné online.
- Nalezeno na cestě všedního života (1901) – povídky
- Pro kravičku (1905) – příběh z Chodska: dva mladí lidé si chtějí splnit životní sen, odstěhují se do Německa, aby si vydělali na krávu. Seznámí se zde s malířem, který se jim snaží pomáhat. Po návratu si ji koupí. V zimě kráva zdechne a malíř se rozhodne namalovat obraz – zachycení jich dvou nad mrtvou krávou. Obraz má na výstavě úspěch a malíř jej prodá za krávu pro své přátele.[12]
- Několik povídek (1906)
- Poslední rodu Sedmerova (1908) – vesnický román spisovatele z okruhu katolické moderny a zasvěceného povídkáře a romanopisce českého venkova a zejména rodného Chodska, ve kterém odhaluje, proč se poctivá snaha o zvelebení venkova nesetkává s úspěchem: vzdělání je třeba spojit s mravností vycházející z náboženství. Hrdina románu založí ve svém rodišti cukrovar, pečuje o vzdělání v obci, ale chvatný pokrok rozvrací mravy. Hrdina na konci života vidí, že zvelebením svému rodišti více uškodil, protože pečoval o hmotný prospěch lidí a nechal ležet ladem jejich duše[13]
- Jan Cimbura (1908) – selský román z jihu Čech[14], zfilmována první část
- Chodská trilogie: Paní komisarka (1908) – román o působení Boženy Němcové na Chodsku, 40. léta 19. století[15] — Osmačtyřicátníci (1924) [16] — Lůsy (1925)[17]
- Mžikové obrázky (1909)[18] – povídky
- Klenčí (1909) – román o chodském městečku Klenčí pod Čerchovem, kde je jeho rodný dům[19]
- Milovati budeš (1910) – sbírka povídek[20]
- V různých barvách (1910) – kniha z Chodska starých dob obsahující 15 povídek[21]
- Ptáci (1910) – povídky
- Z duchovní správy (1911) – povídky
- Poslední soud (1911) – Chodský román, líčící životní osudy dvou bratří Porazilů – Martina a Hadama, se odehrává v autorově milovaném rodné kraji pod Čerchovem, především v rodném Klenčí. Počáteční vzájemnou lásku a úctu obou bratrů postupně rozleptává závist a chamtivost Martinovy ženy Manky[22]
- Trnky (1911) – fejetony
- Na děkanství (1912) – román
- Skřivánek a jiné povídky (1912)
- Chvíle oddechu (1912)[23] – cestopis
- K Bohu (1914) – román
- V temných barvách (1916) – povídky
- Hanče (1916) – povídka
- Hu nás (1919) – chodské obrázky
- Holoubek (1920) – autobiografický román[24]
- Žolinka (1920)
- Počtář (1921) – román
- Naše pohádky (1921) – pro mládež
- Chodské povídky a pohádky (1922) – pro mládež, shrnutí Baarovy folkloristické činnosti
- Hlad; Syn (1923) – povídky pro mládež
- Na srdci přírody (1925) – kniha o stromech a ptácích[25]
- Amerikáni (1926)
- Hanýžka a Martínek (1927) – pro děti
- Sedlák Cimbura a kůň Běláček (1927) – pro děti
- Panská přízeň a jiné povídky (1929)
- Druhá kniha z přírody (1930)
- Dětské obrázky (1930)
- Poslední povídky, vzpomínky a řeči (1933)
- Ke Kristu blíž (1936–1940) – 4 svazky; posmrtně[26]

### Odborné publikace[9]
- Chodská čítanka (1927) – spolu s Františkem Teplým a Janem Františkem Hruškou
- Kapitoly z cestopisu Chvíle oddechu
- Klenčí, městečko na Chodsku (1909)
- Nehistorická historie: námitky proti Vrbovo pojetí chodských rebelií (1929) – spolu s F. Teplým

Baarovy spisy vyšly ve 30 svazcích v letech 1923–1934.